# Isaac Argiro
Isaac Argiro (em grego: Ισαάκ Αργυρός; romaniz.: Isaák Argyrós) foi um matemático e monge bizantino.  Nascido por volta de 1312, escreveu o Uranologion junto com livros sobre aritmética, geometria e astronomia.